# Keleti nádirigó
A keleti nádiposzáta (Acrocephalus orientalis) a verébalakúak (Passeriformes) rendjébe, ezen belül a nádiposzátafélék (Acrocephalidae) családjába és az Acrocephalus nembe tartozó faj. Korábban a nádirigó alfajának tekintették. 18-19 centiméter hosszú. Keletközép-Ázsiában költ, telelni Délkelet-Ázsiába vonul. A vízparti nádasokat kedveli. Rovarokkal, pókokkal, kis csigákkal és gerincesekkel táplálkozik. A költési periódusa májustól júliusig tart. Két-hat tojást rak, melyeken 12-14 napig költ. A fiókák 10-15 nap után repülnek ki a fészekből.

## Fordítás
- Ez a szócikk részben vagy egészben  az   Oriental reed warbler című angol Wikipédia-szócikk fordításán alapul.  Az eredeti cikk szerkesztőit annak laptörténete sorolja fel. Ez a jelzés csupán a megfogalmazás eredetét és a szerzői jogokat jelzi, nem szolgál a cikkben szereplő információk forrásmegjelöléseként.